# 卡塞韦尔
卡塞韦尔是葡萄牙贝雅区的一个堂区。总面积33.34平方公里，总人口365人，人口密度10.9人/平方公里。